# 両国本町商店街
両国本町商店街（りょうごくほんまちしょうてんがい）は、徳島県徳島市にある商店街。吉野川の支流である新町川中流部に架かる両国橋の北岸に位置し、「両国橋通り」とも呼ばれている。両国橋南岸には両国橋南商店街がある。

## 両国橋通りにある主な店舗・施設
- 愛媛銀行徳島支店
- 冨士屋両国店
- マーストングリーン（ホテル）
- BOSTON屋
- ローソン両国本町店
- ベビーショップ久米（おもちゃ屋）

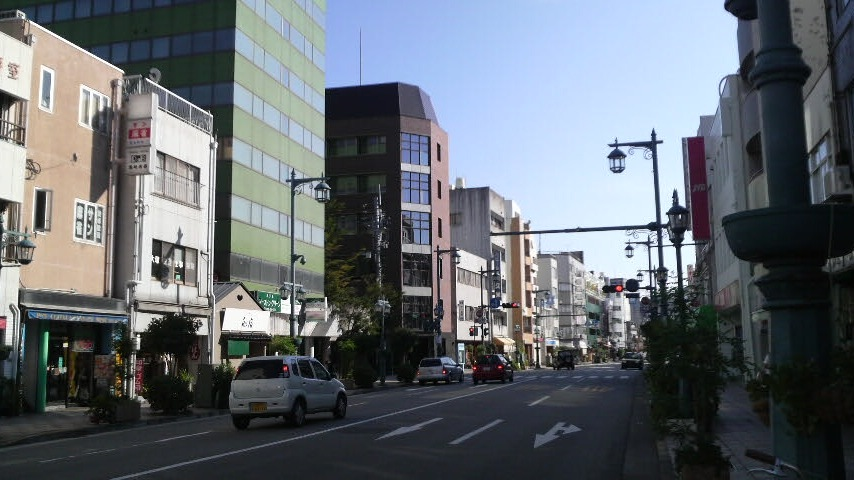
両国橋通り

- プチレスト　ウッドアイビス(喫茶店・アトム通貨取扱店)
- ヤラカス本社
- イマデヤ本社
- 両国橋交番（徳島中央警察署）
- 徳島こども交通公園
- 新町川水際公園

## イベント
| イベント                                      | 期間                         | 備考                                                                 |
| --------------------------------------------- | ---------------------------- | -------------------------------------------------------------------- |
| 両国本町商店街えべっさん 七福神仮装パレード   | 1月10日12時・14時・16時      | 商店街主催で七福神仮装(公募制)パレード                               |
| 両国本町商店街えべっさん 七福神写真コンテスト | 1月10日撮影                  | 商店街主催の七福神仮装パレードの写真コンテスト                       |
| 両国本町商店街七夕祭り                        | 7月1日から7月7日             | 幼稚園児・保育園児による短冊掲示                                     |
| 阿波おどり                                    | 8月中旬の4日間               | 両国演舞場として阿波おどり期間中には30メートルほどの桟敷が設置される |
| 両国本町商店街おばけ屋敷                      | 9月下旬                      | 商店街イベント会場でお化け屋敷を開催                                 |
| 両国本町商店街餅つき                          | 12月下旬 朝10時から          | 商店街主催の餅つきが愛媛銀行前で開催                                 |
| 両国本町商店街フリーマーケット                | 毎月最終日曜日 朝9時から12時 | 通りに設置した戸板の上でフリーマーケット                             |